# Cuatepalcatla
Cuatepalcatla är en ort i Mexiko.   Den ligger i kommunen Tlapacoya och delstaten Puebla, i den sydöstra delen av landet, 150 km nordost om huvudstaden Mexico City. Cuatepalcatla ligger 1 029 meter över havet och antalet invånare är 303.
Terrängen runt Cuatepalcatla är huvudsakligen kuperad, men österut är den bergig. Runt Cuatepalcatla är det ganska tätbefolkat, med 160 invånare per kvadratkilometer. Närmaste större samhälle är Olintla, 18,5 km öster om Cuatepalcatla. Omgivningarna runt Cuatepalcatla är en mosaik av jordbruksmark och naturlig växtlighet.